# Lycopodiodes contiguum
Lycopodiodes es un género monotípico de helechos perteneciente a la familia Lycopodiaceae. Su única especie es Lycopodiodes contiguum.

## Taxonomía
Lycopodiodes contiguum fue descrita por (Baker) Kuntze y publicado en Revisio Generum Plantarum 2: 826. 1891.